# (10090) Sikorsky
(10090) Sikorsky (1990 TK15) – planetoida z pasa głównego asteroid okrążająca Słońce w ciągu 3,65 lat w średniej odległości 2,37 j.a. Odkryta 13 października 1990 roku.